# The Pervert’s Guide to Cinema
The Pervert’s Guide to Cinema ist ein Dokumentarfilm von Sophie Fiennes über den slowenischen Philosophen und Psychoanalytiker Slavoj Žižek. Žižek analysiert in dem Film eine Reihe von Filmklassikern aus psychoanalytischer Sicht.

## Inhalt
Der Film ist ein dreiteiliger psychoanalytischer Ansatz zur Filmforschung. Die Handlung besteht aus ständig wechselnden Bildern aus weltberühmten Filmen, die von Žižek kommentiert werden, während der Regisseur ihn in die nachgebauten Kulissen aus den jeweiligen Filmen versetzt. Dadurch entsteht der Eindruck, dass der Philosoph das Konzept und die Handlung der Filme von innen betrachtet und die ursprüngliche Bedeutung des Drehbuchs diskutiert.
Žižek zeigt, wie uns die Bildsprache von Filmen unsere tiefsten Erfahrungen zurückbringt, die im Alltag unzugänglich sind, unsere Sehnsüchte weckt und sie dabei in sicherer Distanz hält. Es erfolgt ein Kommunizieren in konzentrierter und essentieller Form mit dem Betrachter. So erklärt Žižek, was uns die Marx Brothers über die Funktionsweise des Unterbewusstseins sagen können und warum die Vögel in Hitchcocks Meisterwerk die Menschen angreifen. Der erste Teil untersucht die fiktiven Strukturen, die unsere Erfahrung der Realität beweisen und die Zufälligkeit des Begehrens, die diese Erfahrung untergräbt. Es enthält eine Freudsche Analyse des Erscheinens von Begriffen wie „Es – Ich – Super-Ich“, die über das Kino erfolgt.
Der zweite Teil befasst sich mit Fantasie und Sexualität, sowohl männlich als auch weiblich. In Anbetracht der großen Rolle von Fantasien in sexuellen Beziehungen zeigt Žižek die Unterschiede zwischen einem Mann und einer Frau in Bezug auf ihre Libido und ihre sexuellen Fantasien (oder vielmehr die unterschiedliche Natur des Fantastischen in ihrer Sexualität). Fantasie kann sowohl befrieden als auch destabilisieren, sie ist es, die den Geschlechtsverkehr ermöglicht (wenn es keine Fantasie gibt, passieren Gedanken: Was mache ich hier? Warum mache ich diese idiotischen Bewegungen hin und her?). Wir erfinden es selbst und erwecken es zum Leben. Wenn die Fantasie zusammenbricht, erscheint der Schrecken der Realität. Wahre Sexualität existiert nur in Worten (weshalb die erotischsten Szenen in Filmen Flashback-Szenen sind – ein Flashback würde den Zuschauer daran hindern, mit zu fantasieren). Unter diesem Gesichtspunkt wird auch über Pornos diskutiert – in romantischen Filmen gibt es eine emotionale und fantasievolle Komponente, aber keine wirkliche; beim Porno dagegen ist alles realistisch und detailliert – aber die emotionale Komponente wird durch etwas Idiotisches im Stil ersetzt, wie: Eine Frau ist in der Wohnung, ein Klempner kommt und repariert die Badewanne. Dann sagt die Frau: „Ich habe noch ein Loch, könnten Sie daran arbeiten?“
Der dritte Teil befasst sich mit Widerspruch von Illusion und Realität. Žižek sagt, wenn wir uns verlieben, identifizieren wir die Person falsch. Wir sehen darin nur das, was wir sehen wollen, nämlich unsere Wünsche und Illusionen. Kino ist eine Rekonstruktion der Wirklichkeit, deshalb brauchen wir Filme. Kino ist aber auch eine extrem perverse Kunst. „Es gibt dir nicht, was du dir wünschst, es sagt dir, wie du es dir wünschst.“ Wir brauchen das Kino buchstäblich, um die Welt von heute zu verstehen. Nur in den Filmen können wir eine wichtige Dimension sehen, der wir uns im wirklichen Leben nicht stellen können. „Wenn Sie versuchen herauszufinden, was realer als die Realität ist, schauen Sie sich Spielfilme an.“
Žižek sucht nach allen Antworten sowohl im nicht-autorenhaften als auch im Elite-Kino, da jedes Werk Stoff für die Psychoanalyse sein kann. Die Hauptidee des Philosophen ist, dass die Illusion realer ist als die Realität, Illusionen aufzugeben bedeutet, die Realität aufzugeben. Wir rennen in der Fantasie vor der harten Realität davon, und nachdem wir die Fantasien nicht ertragen haben, rennen wir wieder in die Realität.

## Produktion

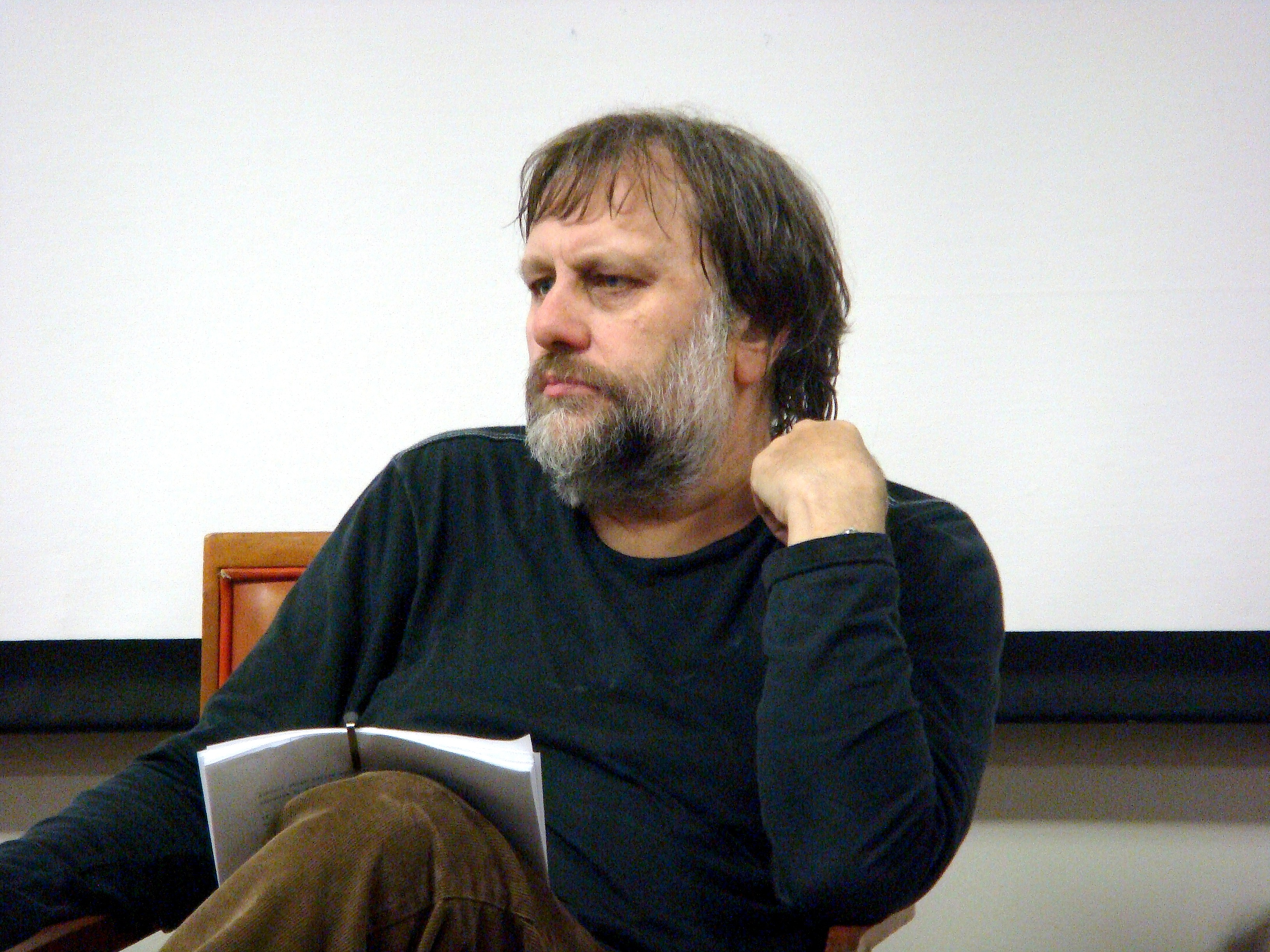
Slavoj Žižek, 2008

Für den Film gab es kein perfekt ausgearbeitetes Drehbuch, sondern nur eine Art Handreichung, welche Themen während des Filmens angesprochen werden sollten. Žižek selbst wurde viel Raum für Improvisationen, die sich am Set ergaben, und bei der Darlegung seiner Thesen zugestanden. Manche Takes gingen über 12 bis 15 Minuten.
Einzelne Szenen des Films sind an Originalschauplätzen oder in nachgestellten Sets gedreht, so dass die Illusion entsteht, Žižek selbst sei in den Film integriert. Drehorte einzelner Hitchcock-Sequenzen z. B. waren Bodega Bay (Die Vögel) in Kalifornien und San Francisco (Vertigo, Psycho). Es gab drei Drehphasen: Die erste im April 2004 in Champaign, Illinois, die zweite im April 2005 in San Francisco und die dritte in einem Studio in den Niederlanden.
Das Ergebnis waren 20 Stunden Filmmaterial. Das Editing des Films wurde im April 2006 in London durchgeführt. Sophie Fiennes war maßgeblich am Editing beteiligt.

## Aufführungen
Der Film feierte seine Premiere am 17. Juni 2006 auf dem Sydney Film Festival, die US-Premiere im Oktober 2012 auf der DOC NYC, dem größten Dokumentarfilmfestival der Vereinigten Staaten. Der Film wurde dann u. a. auf folgenden Festivals gezeigt: Toronto Film Festival (2006), Belgrade Film Festival (Serbien 2007), Mar del Plata Film Festival (Argentinien 2007), Skopje Film Festival (2007), Hong Kong International Film Festival (2007), Film and Art Festival Two Riversides (Polen 2007), Festivaletteratura Mantova (Mantua, Italien 2007).
In Deutschland wurde der Film in einer stark gekürzten Fassung im Juni 2008 auf 3sat ausgestrahlt.

## Kritik
Der Film erreichte bei Rotten Tomatoes eine Quote von 88 % bei den Kritikern.
Joachim Kurz schreibt in kinozeit.de: „Žižek und Fiennes begnügen sich nicht nur mit der distanzierten Betrachtungsweise, mit der Interpretation der vorgestellten Filme, sie sind auch filmische Verführer, die den Zuschauer immer wieder in die Situationen hineinziehen. Häufig in den Studioaufbauten der Filme oder an den Originalschauplätzen gedreht erscheint der Philosoph mehr als einmal als Bestandteil des Films, als Komplize, als Voyeur, der stellvertretend für die Leidenschaften und Begierden der Zuschauer steht. […] The Pervert’s Guide to Cinema regt definitiv dazu an, sich auch außerhalb des Kinosaals mit den Rätseln der großen Filme auseinander zu setzen und darüber nachzudenken, was sie in uns auslösen, von welchen Begierden und Phantasmen sie erzählen“.
In Faszinierende Analyse unterdrückter Sehnsüchte zitierte Bernd Sobolla Sophie Fiennes: „Mein transzendenter Ansatz ist es zu zeigen, dass wir im Kino nicht in erster Linie von der Handlung fasziniert sind, sondern dass es um etwas Subtileres geht. Dass es in bestimmten Filmen Momente gibt, die dich wirklich bewegen, verstören oder erregen – fast in einem abartigem Sinne. Das war mein Ansatz.“.
Drehbuchautor Slavoj Žižek äußerte sich in Die dritte Pille:„Wenn Sie nach dem suchen, was in der Realität realer ist als Realität selbst, dann beschäftigen Sie sich mit filmischer Fiktion!“ Slavoj Žižek.  Auf goodreads.com äußerte er: „Cinema is the ultimate pervert art. It doesn’t give you what you desire – it tells you how to desire.“ „Kino ist die ultimative pervertierte (verdrehte) Kunst. Es gibt dir nicht, was du begehrst – es sagt dir, wie du begehren sollst.“

## Liste der analysierten Filme
- Alles für dein Glück, 1931, Regie: Clarence Brown
- Die Marx Brothers auf See, 1931, Regie: Norman Z. McLeod
- Frankenstein, 1931, Regie: James Whale
- Lichter der Großstadt, Stummfilm 1931, Regie: Charlie Chaplin
- Die Marx Brothers im Krieg, 1933, Regie: Leo McCarey
- Das Testament des Dr. Mabuse, 1933, Regie: Fritz Lang
- Pluto’s Judgement Day, 1935, Regie: David Hand
- Der Zauberer von Oz 1939, Regie: Victor Fleming
- Der große Diktator, 1940, Regie: Charlie Chaplin
- Saboteure, 1942, Regie: Alfred Hitchcock
- Traum ohne Ende, 1945, Regie: Alberto Cavalcanti, Charles Crichton, Basil Dearden, Robert Hamer
- Die roten Schuhe, 1948, Regie: Michael Powell, Emeric Pressburger
- Kubankosaken, 1949, Regie: Ivan Pyrev
- Alice im Wunderland, 1951, Regie: Clyde Geronimi, Wilfred Jackson, Hamilton Luske
- Das Fenster zum Hof, 1954, Regie: Alfred Hitchcock
- Über den Dächern von Nizza, 1955, Regie: Alfred Hitchcock
- Die Zehn Gebote, 1956, Regie: Cecil B. DeMille
- Vertigo (1958), Regie: Alfred Hitchcock
- Iwan der Schreckliche II, 1958, Regie: Sergei Eisenstein
- Der unsichtbare Dritte, 1959, Regie: Alfred Hitchcock
- Der Mann, der zweimal lebte, 1966, Regie: John Frankenheimer
- Psycho, 1960, Regie: Alfred Hitchcock
- Die Vögel, 1963, Regie: Alfred Hitchcock
- Dr. Seltsam oder: Wie ich lernte, die Bombe zu lieben, 1964, Regie: Stanley Kubrick
- Persona, 1966, Regie: Ingmar Bergman
- Solaris, 1972, Regie: Andrei Tarkowski
- Der Exorzist, 1973, Regie: William Friedkin
- Der Dialog, 1974, Regie: Francis Ford Coppola
- Alien – Das unheimliche Wesen aus einer fremden Welt, 1979, Regie: Ridley Scott
- Stalker, 1979, Regie: Andrei Tarkowski
- Der Wüstenplanet, 1984, Regie: David Lynch
- Blue Velvet, 1986, Regie: David Lynch
- Wild at Heart, 1990, Regie: David Lynch
- Drei Farben: Blau, 1993, Regie: Krzysztof Kieślowski
- Lost Highway, 1997, Regie: David Lynch
- Alien – Die Wiedergeburt, 1997, Regie: Jean-Pierre Jeunet
- Matrix, 1999, Regie: Lana Wachowski
- Fight Club, 1999, Regie: David Fincher
- Eyes Wide Shut, 1999, Regie: Stanley Kubrick
- Mulholland Drive – Straße der Finsternis, 2001, Regie: David Lynch
- Die Klavierspielerin, 2001, Regie: Michael Haneke
- In the Cut, 2003, Regie: Jane Campion
- Dogville, 2003, Regie: Lars von Trier
- Star Wars: Episode III – Die Rache der Sith, 2005, Regie: George Lucas

Mit sieben Filmen und einem Trailer, der mit dem Sound von Psycho unterlegt ist, steht Alfred Hitchcock an der Spitze von Žižeks Favoriten, gefolgt von David Lynch mit fünf Filmen und Chaplin, Kubrick und Tarkowskij mit jeweils zwei Beispielen. Eindeutiger Schwerpunkt ist das amerikanische Kino, Asiaten oder Europäer sind nur in Einzelfällen vertreten, wie z. B. Deutschland mit Fritz Lang, Österreich mit Michael Haneke oder Schweden mit Ingmar Bergman.

## Editionen
2006 brachte der Frankfurter Verlag Zweitausendeins eine DVD in einer ungekürzten, nicht synchronisierten Fassung mit englischen, deutschen, französischen und japanischen Untertiteln heraus. 2016 veröffentlichte der Suhrkamp Verlag innerhalb seiner Reihe filmeditionen suhrkamp die DVD The Pervert’s Guide to Cinema, präsentiert von Slavoj Žižek, ebenfalls in englischer Sprache und mit deutschen Untertiteln. Das Booklet zur DVD enthält ein Interview von Marty Fairbairn mit Sophie Fiennes sowie zwei Essays von Žižek: „Warum greifen die Vögel an?“ und „Der Kollaps der Intersubjektivität“.